# TV Eichenkranz Eulo
Der TV Eichenkranz 1897 Eulo war ein Turnverein aus dem Ort Eulo, welcher seit 1940 Stadtteil von Forst (Lausitz) ist. Die Fußballabteilung des Vereins spielte im Kreis 16 (Niederlausitz) der ATSB-Meisterschaft. Nach dem Zweiten Weltkrieg erfolgte über die SG Eulo die Neugründung als BSG Motor Forst. Nach der Wende benannte sich der Verein in SV Rot-Weiß Forst um und fusionierte 2011 mit dem SV Süden Forst zum SV Lausitz Forst.

## TV Eichenkranz Eulo
Der Verein wurde 1893 gegründet. Die Fußballabteilung des TV Eichenkranz Eulo gewann 1921/22 den Kreis 16 (Niederlausitz) der ATSB-Fußballmeisterschaft und qualifizierte sich somit für die Verbandsmeisterschaft. Das am 28. Mai 1922 in Breslau ausgetragenem Halbfinalspiel der Verbandsmeisterschaft Ost gewann Eulo gegen den SV Stern Breslau mit 1:0. Das Ost-Finale, welches am 25. Juni 1922 in Berlin ausgetragen wurde, verlor Eulo jedoch gegen Brandenburg Lichtenberg und verpasste somit die Qualifikation für die deutschlandweite ATSB-Endrunde. 1924/25 konnte Eulo erneut ATSB-Kreismeister der Niederlausitz werden. Bei der Verbandsmeisterschaft Ost schied Eulo in diesem Jahr bereits im Halbfinale nach einer 2:6-Niederlage gegen den SV Stralau 10 aus. Nach Machtübernahme der Nationalsozialisten wurde der ATSB aufgelöst. Ob ein Fußball-Spielbetrieb im DFB stattfand, ist aktuell nicht überliefert. Am 20. Oktober 1934 schloss sich der TV Eichenkranz mit dem TV Gut Heil Eulo zum TV Eulo zusammen. Nach Kapitulation Deutschlands wurden 1945 alle Sportvereine aufgelöst.

## Nach dem Zweiten Weltkrieg
Nach Auflösung der Sport- und Turnvereine erfolgte ab 1946 die Gründung von Sportgemeinschaften. In Eulo wurde als indirekte Nachfolge des TV Eulo die SG Eulo gegründet. Der Sportplatz des Gut Heil Eulo wich einer Kleingartenanlage, die Turnhalle wurde zu einem Kindergarten umgebaut, so dass nur noch der Fußballplatz von Eichenkranz übrig geblieben ist. Nach zwischenzeitlichen Umbenennungen in BSG Konsum Forst und BSG Empor Forst erfolgte 1953 die Umbenennung in BSG Motor Forst. Zur Saison 1983/84 gelang Forst der Aufstieg in die drittklassige Fußball-Bezirksliga Cottbus, welche nach einer Spielzeit bereits wieder verlassen wurde. Auch 1985/86 stand dem Aufstieg der direkte Wiederabstieg entgegen. Letztmals stieg der Verein 1987/88 in die Bezirksliga auf, diesmal konnte sich Forst zwei Jahre in dieser Liga halten. Nach der politischen Wende und dem Wegfall der Betriebssportgemeinschaften nannte sich der Verein am 20. Juni 1990 in SV Rot-Weiß 1990 Forst um und spielte überwiegend in den unteren Ligen Brandenburgs. In der Spielzeit 1995/96 verpasste der Verein als Zweiter der Landesklasse Süd Brandenburg den Sprung in die Landesliga. Am 20. Mai 2011 fusionierte Rot-Weiß Forst mit dem SV Süden Forst zum SV Lausitz Forst.

## Bekannte ehemalige Spieler
- Bernd Mudra (Motor Forst)
- Bernd Müller (Motor Forst)
- Udo Stimpel (Motor Forst)

## Erfolge
- TV Eichenkranz Eulo:
  - ATSB-Kreismeister Niederlausitz: 1922, 1925
- BSG Motor Forst:
  - 4 Spielzeiten in der Fußball-Bezirksliga Cottbus: 1983/84, 1985/86, 1987/88, 1988/89
- SV Rot-Weiß Forst
  - Kreispokalsieger Niederlausitz: 2002